# Armigeres longipalpis
Armigeres longipalpis är en tvåvingeart som först beskrevs av George Frederick Leicester 1904.  Armigeres longipalpis ingår i släktet Armigeres och familjen stickmyggor. Inga underarter finns listade i Catalogue of Life.